# Zlatna kuna (kovani novac)
Prigodni kovani novac Zlatna kuna je materijalno investicijsko zlato. Hrvatska narodna banka je u suradnji s državnom kovnicom novca, Hrvatskim novčarskim zavodom, predstavila novu seriju investicijskog zlata s motivom optjecajnog kovanog novca. Zlatnik je mase 10.95 grama, promjera 22.5 mm te čistoće zlata 999,9/1000. Autor idejnoga i likovnog rješenja za Prigodni kovani novac Zlatna kuna je akademski kipar Kuzma Kovačić. Zlatnik izlazi u ograničenoj seriji od 2020 komada, pakiran je u kapsulu i kuvertu te pripada kategoriji investicijskog zlata, na njega se ne obračunava PDV. Certifikat Prigodnog kovanog novca Zlatna kuna ovjerava guverner Hrvatske narodne banke vlastitim potpisom.

## Vanjske poveznice
- zlatna-kuna.hnz.hr